# Boothipuram
Boothipuram é uma panchayat (vila) no distrito de Theni , no estado indiano de Tamil Nadu.

## Demografia
Segundo o censo de 2001,  Boothipuram  tinha uma população de 9623 habitantes. Os indivíduos do sexo masculino constituem 51% da população e os do sexo feminino 49%. Boothipuram tem uma taxa de literacia de 60%, superior à média nacional de 59.5%; with male literacy of 69% and female literacy of 50%. 12% da população está abaixo dos 6 anos de idade.